# Грейт-Рівер (Нью-Йорк)
Грейт-Рівер (англ. Great River) — переписна місцевість (CDP) в США, в окрузі Саффолк штату Нью-Йорк. Населення — 2005 осіб (2020).

## Географія
Грейт-Рівер розташований за координатами 40°42′56″ пн. ш. 73°9′43″ зх. д. / 40.71556° пн. ш. 73.16194° зх. д. (40.715479, -73.161955).  За даними Бюро перепису населення США в 2010 році переписна місцевість мала площу 13,45 км², з яких 11,91 км² — суходіл та 1,54 км² — водойми.

## Демографія
Згідно з переписом 2010 року, у переписній місцевості мешкало 1489 осіб у 503 домогосподарствах у складі 403 родин. Густота населення становила 111 осіб/км².  Було 517 помешкань (38/км²).
Расовий склад населення:
| - 96,8 % — білих - 1,8 % — азіатів - 0,5 % — чорних або афроамериканців |

До двох чи більше рас належало 0,5 %. Частка іспаномовних становила 4,2 % від усіх жителів.
За віковим діапазоном населення розподілялося таким чином: 24,0 % — особи молодші 18 років, 60,2 % — особи у віці 18—64 років, 15,8 % — особи у віці 65 років та старші. Медіана віку мешканця становила 45,5 року. На 100 осіб жіночої статі у переписній місцевості припадало 105,4 чоловіків;  на 100 жінок у віці від 18 років та старших — 100,5 чоловіків також старших 18 років.
Середній дохід на одне домашнє господарство  становив 157 302 долари США (медіана — 128 214), а середній дохід на одну сім'ю — 171 818 доларів (медіана — 132 407). Медіана доходів становила 100 924 долари для чоловіків та 70 000 доларів для жінок. За межею бідності перебувало 3,1 % осіб, у тому числі 0,0 % дітей у віці до 18 років та 7,1 % осіб у віці 65 років та старших.
Цивільне працевлаштоване населення становило 697 осіб. Основні галузі зайнятості: освіта, охорона здоров'я та соціальна допомога — 36,3 %, фінанси, страхування та нерухомість — 16,6 %, будівництво — 11,5 %, виробництво — 10,5 %.